# Balbithan House
Balbithan House ist ein Tower House nahe der schottischen Kleinstadt Inverurie in der Council Area Aberdeenshire. 1972 wurde das Bauwerk in die schottischen Denkmallisten in der höchsten Denkmalkategorie A aufgenommen. Das Gesamtanwesen war außerdem im schottischen Register für Landschaftsgärten verzeichnet. Da die Aufnahmekriterien jedoch 2018 nicht mehr erfüllt waren, wurde die Einstufung aufgehoben.

## Geschichte
Das Anwesen Balbithan zählte im Mittelalter zu den Besitztümern der Lindores Abbey. Bis 1490 hatte die Familie Chalmers das Anwesen erworben. Um 1560 entstand dort ein Wehrturm, welcher die Keimzelle von Balbithan House bildete. Um 1600 sowie um 1630 wurde das Hower House erweitert. Um 1696 erwarb der aus Edinburgh stammende Kaufmann James Balfour das Anwesen. Bereits wenige Jahre später veräußerte er es an William Hay bevor Balbithan im frühen 18. Jahrhundert an den Clan Gordon überging. 1801 erbte William Forbes of Skellater Balbithan House. Nachdem er einige Zeit leergestanden hatte, wurde der Wehrturm ab 1840 restauriert. 1859 wurde er an Francis Keith-Falconer, 8. Earl of Kintore verkauft, bevor die Familie Duncan ihn 1914 erwarb. Im Laufe des Zweiten Weltkriegs wurde Balbithan an die Stotts of Crichie verkauft und wurde 1960 schließlich von der Familie McMurty übernommen.

## Beschreibung
Das Tower House steht isoliert rund drei Kilometer nordöstlich von Kintore und vier Kilometer südöstlich von Inverurie. Die Fassaden des L-förmigen, dreistöckigen Gebäudes sind mit Harl verputzt. In seinem Innenwinkel tritt ein runder Treppenturm heraus. Die Kanten sind mit Ecktourellen ausgeführt. Das Dach ist mit Schiefer eingedeckt. Die Gartenmauer an der Ostseite wurde nach 1960 wiederaufgebaut. Im Garten befindet sich eine Sonnenuhr, die in den frühen 1960er Jahren errichtet wurde.